# Ghetto de Kapyl

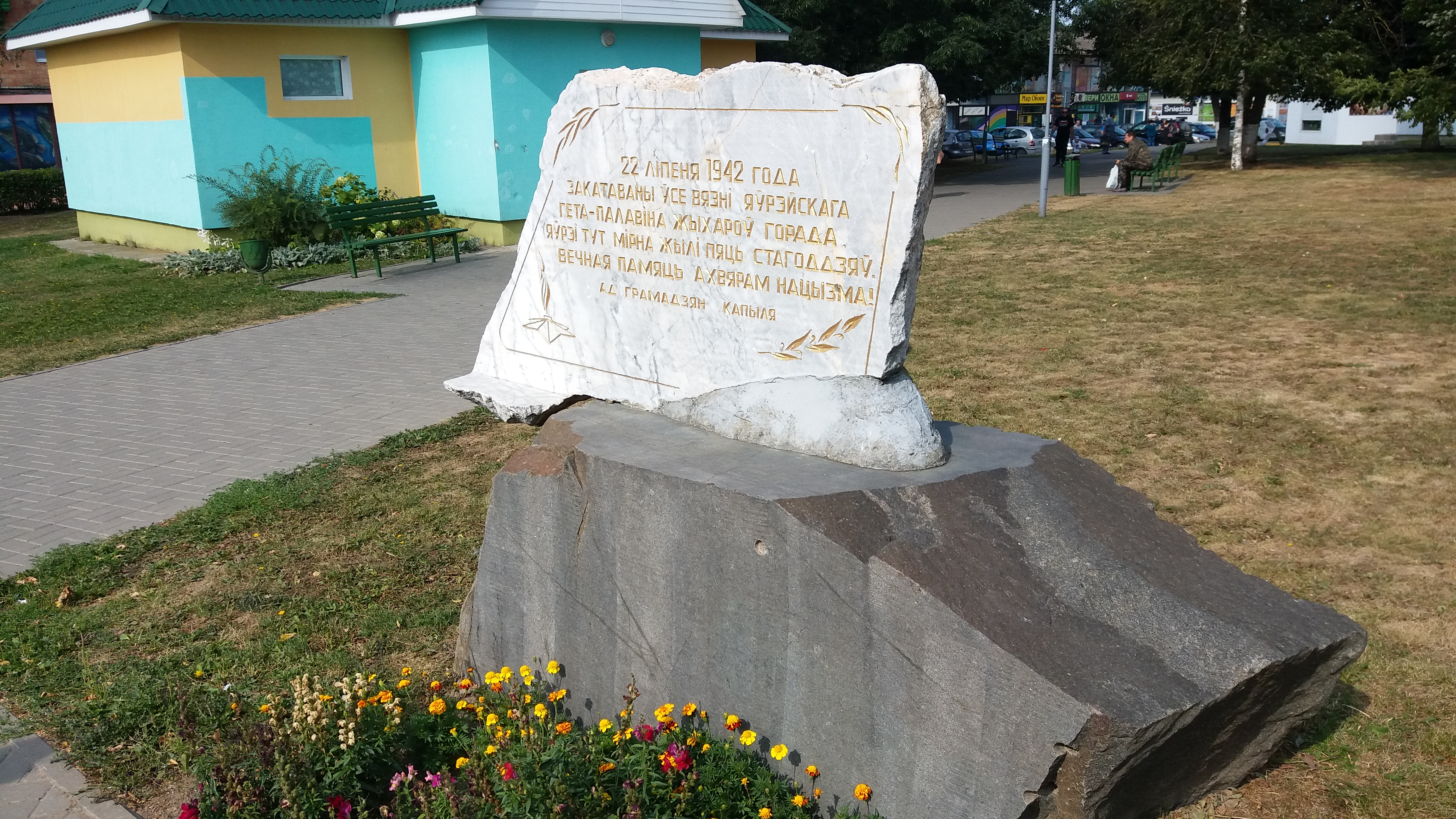
Monument des victimes de Kapyl

Le Ghetto de Kapyl — (en russe : Копыльское гетто) (fin juin 1941 — 22 juillet 1942) est un des 296 de la liste des ghettos de Biélorussie pendant la Seconde Guerre mondiale, un emplacement où furent déplacés par la contrainte les populations juives de la ville de Kapyl et des environs selon le processus de la Shoah en Biélorussie, à l'époque de l'occupation des territoires de l'URSS par les forces du Troisième Reich pendant la Seconde Guerre mondiale. Environ 3 500 Juifs furent tués dans ce ghetto.
| \| Kapyl \| Localisation de Kapyl sur la carte de la Biélorussie. |
| Kapyl                                                             |

## Occupation de Kapyl
Selon le recensement de la population de 1939, 1 435 Juifs vivaient à Kapyl, soit 27,96 % du total de la population.
Kapyl fut occupée par les nazis durant trois ans : du 29 juin 1941 au premier juillet 1944.

## Création du Ghetto
Dès le début de l'occupation, fin juin 1941, les juifs de Kapyl furent chassés par les occupants dans un ghetto, mis en place au centre de la ville, dans le quartier de la place Lénine et des actuelles rues Gorki, des Prolétaires, du Tracteur, des Partisans. Les Allemands commençaient ainsi à réaliser la première étape de la Solution finale de la question juive, en enfermant les Juifs séparément du reste de la population. Dans ce ghetto furent aussi chassés des Juifs en provenance d'autres villages et hameaux environnants.
Le Ghetto fut entouré d'une clôture en fil de fer barbelé, puis gardé par les soldats allemands et les membres de la Collaboration biélorusse pendant la Seconde Guerre mondiale. Ce sont Kogan et Elkine qui remplirent les fonctions de « chefs » de la communauté juive, sous la contrainte des nazis. Il y avait environ 2 000 Juifs et dès la création de celui-ci 26 Juifs furent tués.

## Conditions de vie dans le ghetto
Les mesures discriminatoires, les exactions, les exécutions arbitraires furent appliquées comme dans les autres ghettos. De même pour l'obligation de porter l'étoile de David sur le dos et sur le bras,. Il leur était interdit de quitter le ghetto sans autorisation.
Sous peine de mort les prisonniers du ghetto furent obligés de verser des « contributions » aux Allemands, sous forme de biens divers de valeur.
Les Juifs étaient contraints d'effectuer les travaux les plus lourds. Sous la surveillance des collaborateurs biélorusses ils étaient conduits en forêt pour le sciage du bois, pour creuser des tranchées et pour nettoyer les latrines. Chaque jour des gens mouraient de faim et de manque de soins médicaux.
Les jeunes filles juives étaient violées et beaucoup de jeunes enfants étaient soumis à des traitements sadiques et pervers par les occupants et les policiers.

## Destruction du ghetto
Le premier assassinat de Juifs a eu lieu dans le domaine actuel de l'école numéro II, quand ils ont été tués 6 personnes. Par la suite, malgré les avertissements de la destruction imminente, seule une partie des prisonniers quitta le ghetto.
Le 25 mars 1942, le ghetto fut cerné. Ceux que les Allemands classaient dans la catégorie des inaptes au travail (les femmes, les enfants, les hommes âgés) furent rassemblés dans la synagogue. Le rabbin fut autorisé à dire une prière. Ensuite ils furent conduits sur la place de la petite ville et tués à la mitraillette. Actuellement, c'est là que se trouve le marché de la ville. Les Allemands fouillèrent ensuite le ghetto à la recherche de ceux qui se cachaient. Les corps des fusillés furent transportés en traineau dans un fossé, creusé à l'orée de la forêt, au village de Kamenchine. 2 500 Juifs furent tués ce 25 mars 1942 à Kapyl (selon d'autres sources 1 300 victimes).
La destruction finale du ghetto eut lieu le 22 juillet 1942 (selon d'autres sources le 23 juillet). Les corps des victimes furent traînées et puis jetées dans une fosse commune dans le village de Kamenchine. 1 000 Juifs furent tués ce dernier jour du ghetto. En tout, à Kapyl 3 500 Juifs furent tués, 2 915 selon d'autres données).
La ville fut encore occupée après la destruction du ghetto et jusqu'en 1944 quand l'Armée rouge la libéra, le premier juillet 1944.

## Soulèvement dans le ghetto
Le 22 juillet, lors de la liquidation du ghetto, une partie des prisonniers réussit à organiser un soulèvement armé. Ils tuèrent 3 policiers. Un groupe de 200 Juifs, profitant de la situation, parvint à s'échapper du ghetto.
Yankel Mychovsky, sa femme Dvorka et son fils Boris réussirent à s'enfuir ; Moshe Namerk et sa sœur, Lotvinov et sa femme, Friedman avec sa femme et son fils Micha. Parmi les survivants il y eut aussi Jadzia Baruch, qui réussit à rejoindre les partisans. Leon Gilchik créa, avec d'anciens prisonniers du ghetto de Niasvij et du village de Novy Sverjen, un mouvement de résistance.

## Mémoire
Un obélisque a été élevé en hommage aux victimes juives du ghetto dans le centre de la ville de Kapyl, et une stèle dans le village de Kamenchine.

## Liens
- Soulèvements de ghettos durant la Seconde Guerre mondiale
- Encyclopédie juive électronique en russe
- (encyclopédie juive russe).

- (ru) Cet article est partiellement ou en totalité issu de l’article de Wikipédia en russe intitulé « Копыльское гетто » (voir la liste des auteurs).